# Julie Borius
 (janvier 2020).
Julie Borius (née à Brest le 7 septembre 1862 et morte à Paris le 21 mars 1942) est une écrivaine française. Elle est l'auteure d'une quarantaine de romans, surtout pour la jeunesse, et de nombreuses nouvelles. Elle a parfois publié aussi sous les noms de plume de Mlle Verley ou A. Verley.
Elle est la cousine de Léon de Kérany, également écrivain.